# Eleição municipal de Itatiba em 2020
A eleição municipal de Itatiba em 2020 foi o 18.º pleito eleitoral realizado na história do município. Foi disputada em turno único, dado que Itatiba por não ter 200 000 eleitores registrados e aptos ao voto, não atende ao critério eleitoral definido pelo inciso II do artigo nº 29 da Constituição Federal para a realização de um 2.º turno caso nenhum dos candidatos à prefeito alcance maioria absoluta dos votos. Neste caso, o(a) vencedor(a) é escolhido por maioria simples.
Originalmente prevista para ocorrer em 4 de outubro, sua realização foi adiada para 15 de novembro após determinação da Emenda Constitucional n.º 107/2020, aprovada pelo Congresso Nacional e sancionada pelo presidente da República à época Jair Bolsonaro (PSL), em razão do agravamento da pandemia de COVID-19 no Brasil.
Segundo dados do Tribunal Superior Eleitoral, 82 243 eleitores compunham o eleitorado itatibense apto a votar para eleger 1 prefeito, 1 vice-prefeito e 17 vereadores para a Câmara Municipal em 2020.

## Candidaturas oficiais
| Candidaturas deferidas pelo TSE para a disputa eleitoral | Candidaturas deferidas pelo TSE para a disputa eleitoral | Candidaturas deferidas pelo TSE para a disputa eleitoral | Candidaturas deferidas pelo TSE para a disputa eleitoral | Candidaturas deferidas pelo TSE para a disputa eleitoral | Candidaturas deferidas pelo TSE para a disputa eleitoral | Candidaturas deferidas pelo TSE para a disputa eleitoral                                                            | Candidaturas deferidas pelo TSE para a disputa eleitoral |
| N.º                                                      | N.º                                                      | Candidato(a) a prefeito(a)                               | Candidato(a) a prefeito(a)                               | Candidato(a) a vice-prefeito(a)                          | Candidato(a) a vice-prefeito(a)                          | Coligação | Situação                                                 |
| -------------------------------------------------------- | -------------------------------------------------------- | -------------------------------------------------------- | -------------------------------------------------------- | -------------------------------------------------------- | -------------------------------------------------------- | --- | -------------------------------------------------------- |
|                                                          | 20                                                       |                                                          | Wagner Carvalho (PSC)                                    |                                                          | Jefferson Torso (PSC)                                    | partido isolado | Não eleito                                               |
|                                                          | 25                                                       |                                                          | Douglas Augusto (DEM)                                    |                                                          | Fumachi (PL)                                             | Itatiba é Você DEM / PL / Republicanos / Progressistas / PDT / MDB / Cidadania / PTC / PSB / Avante / Solidariedade | Não eleito                                               |
|                                                          | 45                                                       |                                                          | Dr. Thomás (PSDB)                                        |                                                          | Mauro Delforno (PSDB)                                    | A Vez de Itatiba PSDB / PSL / Podemos / PV                                                                          | Eleito                                                   |
|                                                          | 55                                                       |                                                          | Dr. Parisotto (PSD)                                      |                                                          | Fernando Perobelli (PTB)                                 | Itatiba em Boas Mãos PSD / PTB / Patriota                                                                           | Não eleito                                               |

## Resultados eleitorais

### Poder Executivo
Em uma disputa eleitoral marcada pela existência de três chapas eleitorais competitivas, o então prefeito em exercício Douglas Augusto (DEM) perdeu a reeleição por margem ínfima de votos para o candidato Dr. Thomás (PSDB), que sagrou-se vencedor do pleito após conquistar 20 503 votos, o equivalente a 37,46% dos votos válidos. O mandato do novo prefeito à frente da Prefeitura de Itatiba teve início em 1 de janeiro de 2021 e foi concluído em 31 de dezembro de 2024.
| Candidatos a prefeito(a)   | Candidatos a prefeito(a) | Candidatos a vice-prefeito(a) | Votação | Votação     |
| Candidatos a prefeito(a)   | Candidatos a prefeito(a) | Candidatos a vice-prefeito(a) | Total   | Porcentagem |
| -------------------------- | ------------------------ | ----------------------------- | ------- | ----------- |
|                            | Dr. Thomás (PSDB)        | Mauro Delforno (PSDB)         | 20 503  | 37,46%      |
|                            | Douglas Augusto (DEM)    | Fumachi (PL)                  | 19 901  | 36,36%      |
|                            | Dr. Parisotto (PSD)      | Fernando Perobelli (PTB)      | 13 357  | 24,41%      |
|                            | Wagner Carvalho (PSC)    | Jefferson Torso (PSC)         | 967     | 1,77%       |
| Total de votos válidos     | Total de votos válidos   | Total de votos válidos        | 54 728  | 54 728      |
| Votos apurados             |                          |                               |         |             |
| Votos válidos              | Votos válidos            | Votos válidos                 | 54 728  | 89,48%      |
| Votos em branco            | Votos em branco          | Votos em branco               | 2 533   | 4,14%       |
| Votos nulos                | Votos nulos              | Votos nulos                   | 3 899   | 6,38%       |
| Total de votos apurados    | Total de votos apurados  | Total de votos apurados       | 61 160  | 61 160      |
| Participação do eleitorado |                          |                               |         |             |
| Comparecimentos            | Comparecimentos          | Comparecimentos               | 61 160  | 74,36%      |
| Abstenções                 | Abstenções               | Abstenções                    | 21 083  | 25,64%      |
| Total de eleitores aptos   | Total de eleitores aptos | Total de eleitores aptos      | 82 243  | 82 243      |
| Fonte: g1                  |                          |                               |         |             |

### Poder Legislativo
A partir dessa eleição passou a vigorar as novas regras do processo eleitoral contidas na Emenda Constitucional n.º 97/2017, que determinou o fim das coligações partidárias nos pleitos para cargos proporcionais (vereadores, deputados estaduais e distritais e deputados federais). Desse modo, pela primeira vez nas eleições municipais de 2020, os candidatos a vereador somente poderão disputar o cargo por meio de chapa única dentro do partido pelo qual estão filiados.
No sistema proporcional, pelo qual são eleitos os vereadores, o voto dado a um candidato é primeiro considerado para o partido ao qual ele é filiado. O total de votos de um partido é o que define quantas cadeiras ele terá. Definida a quantidade de cadeiras, os candidatos mais votados do partido são chamados a ocupá-las. Abaixo encontram-se os candidatos a vereador eleitos, reeleitos e os que ficaram como suplentes para a 18.ª legislatura, iniciada em 1 de janeiro de 2021 e concluída em 31 de dezembro de 2024.
| N.º   | Candidato(a)          | Partido político | Votos obtidos | Porcentagem | Situação    |
| ----- | --------------------- | ---------------- | ------------- | ----------- | ----------- |
| 45555 | Leila Bedani          | PSDB             | 1 505         | 2,80%       | Reeleito(a) |
| 23000 | Du Guaça              | Cidadania        | 1 415         | 2,63%       | Eleito(a)   |
| 23623 | Galo Herculano        | Cidadania        | 1 173         | 2,18%       | Eleito(a)   |
| 23456 | Washington Bortolossi | Cidadania        | 1 075         | 2,00%       | Reeleito(a) |
| 25118 | Flávio Monte          | DEM              | 1 014         | 1,89%       | Reeleito(a) |
| 77777 | Willian Soares        | Solidariedade    | 965           | 1,79%       | Reeleito(a) |
| 77000 | David Bueno           | Solidariedade    | 947           | 1,76%       | Eleito(a)   |
| 25777 | Júnior Cecon          | DEM              | 944           | 1,75%       | Eleito(a)   |
| 25125 | José Roberto Feitosa  | DEM              | 900           | 1,67%       | Suplente    |
| 22022 | Ailton Fumachi        | PL               | 865           | 1,61%       | Reeleito(a) |
| 22333 | Cornélio da Farmácia  | PL               | 840           | 1,56%       | Reeleito(a) |
| 55555 | Hiroshi Bando         | PSD              | 826           | 1,54%       | Reeleito(a) |
| 45522 | Fernando Soares       | PSDB             | 757           | 1,41%       | Reeleito(a) |
| 55777 | Dr. Ulisses           | PSD              | 706           | 1,31%       | Eleito(a)   |
| 70070 | Juninho Parodi        | Solidariedade    | 699           | 1,30%       | Eleito(a)   |
| 25678 | Roselvira Passini     | DEM              | 676           | 1,26%       | Suplente    |
| 12456 | Luciana Bernardo      | PDT              | 646           | 1,20%       | Eleito(a)   |
| 25800 | Kelly Vigato          | DEM              | 632           | 1,17%       | Suplente    |
| 12612 | Igor Húngaro          | PDT              | 625           | 1,16%       | Eleito(a)   |
| 77100 | Baessa da Van         | Solidariedade    | 607           | 1,13%       | Suplente    |
| 12500 | Vinícius Costa        | PDT              | 589           | 1,09%       | Suplente    |
| 45455 | Serginho Rodrigues    | PSDB             | 586           | 1,09%       | Reeleito(a) |